# تكبيرة الإحرام

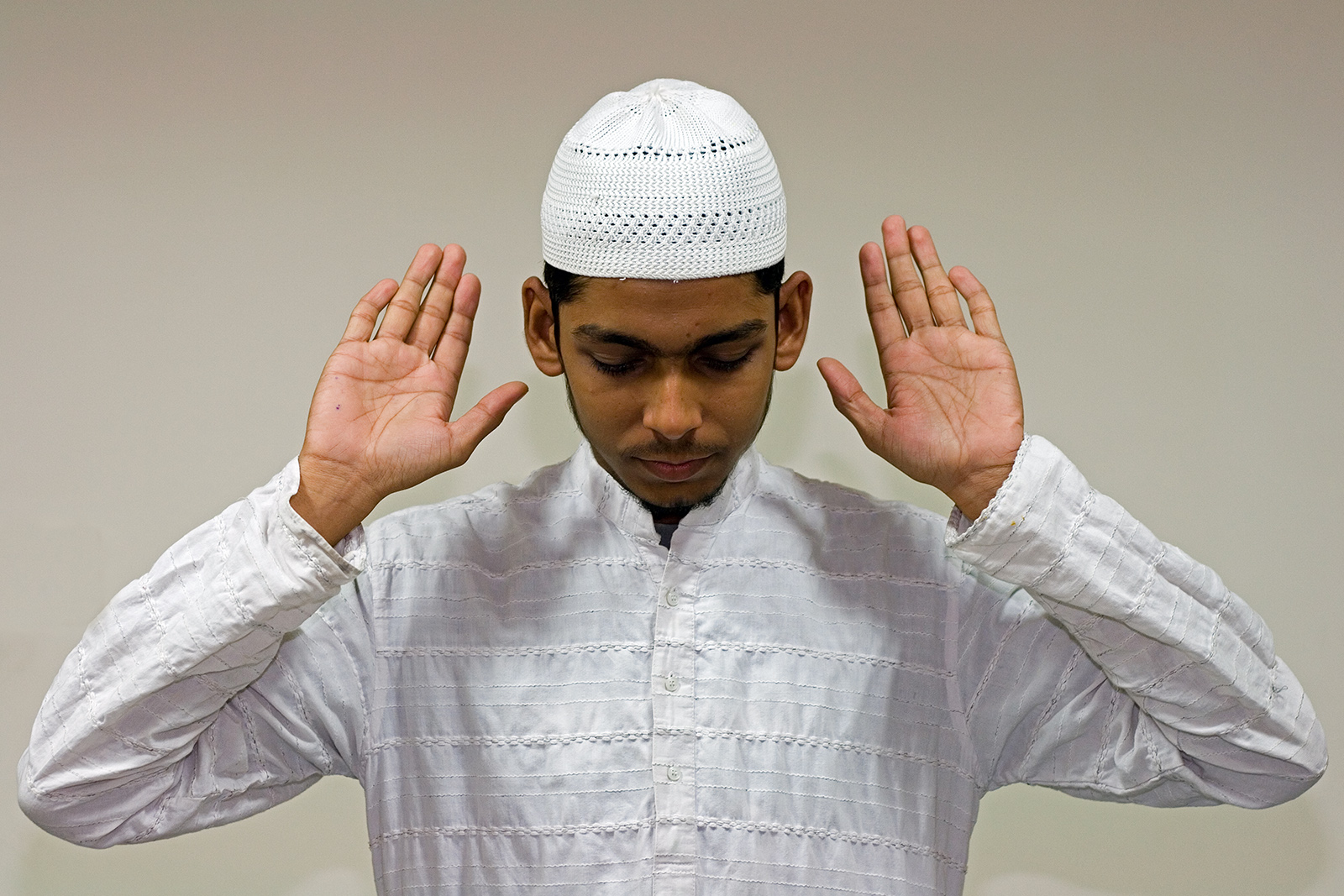
تبدأ صلاة المسلمين بالتكبير بعد النية.

تكبيرة الإحرام إحدى أركان الصلاة، وهي ثاني ركن من أركان الصلاة بعد النية، وهي قول (الله أكبر) لا يُجْزئه غيرها؛ لقول النبي محمد للمسيء الصلاة: «إذا قمت إلى الصلاة فكبر»، وقوله: «تحريمها التكبير وتحليلها التسليم»، فلا تنعقد الصلاة بدون التكبير.

## تعريف تكبيرة الإحرام
تَكْبِيرَةُ الإِْحْرَامِ هِيَ: قَوْل الْمُصَلِّي لاِفْتِتَاحِ الصَّلاَةِ " اللَّهُ أَكْبَرُ ".

## حكم تكبيرة الإحرام
ذَهَبَ جُمْهُورُ الْفُقَهَاءِ إِلَى أَنَّ تَكْبِيرَةَ الإِْحْرَامِ جُزْءٌ مِنَ الصَّلاَةِ وَرُكْنٌ مِنْ أَرْكَانِهَا لاَ تَصِحُّ إِلاَّ بِهَا . وقد جاء في الحديث: " كان النبي صلى الله عليه وسلم يفتتح الصلاة بقوله " الله أكبر " .

## سبب التسمية
وَسُمِّيَتِ التَّكْبِيرَةُ الَّتِي يَدْخُل بِهَا الصَّلاَةَ تَكْبِيرَةَ الإِْحْرَامِ لأَِنَّهَا تُحَرِّمُ الأَْشْيَاءَ الْمُبَاحَةَ الَّتِي تُنَافِي الصَّلاَةَ، أي أن المكلف إذا جاء بها دخل في حُرُمات الصلاة، ولا يمكن أن يُحكم بكونه مصلياً إلا بعد إتيانه بها.

## رفع اليدين عند تكبيرة الإحرام
ومن السنة أن يرفع المصلي يديه عند تكبيرة الإحرام حتى تكون حذو منكبيه، أو إلى فروع أذنيه؛ وذلك لما جاء في الصحيحين وغيرهما أنه كان يحاذي منكبيه، وجاء في حديث آخر أنه كان يحاذي فروع أذنيه، وقد اصطلح العلماء في الجمع بينهما على قولين :
- القول الأول : إن أطراف الأصابع تحاذي فروع الأذنين، والكف يحاذي المنكبين.
- والقول الثاني: أن يفعل الصفة الأولى تارة والثانية تارة، وهذا هو الصواب، ويكون هذا الاختلاف من اختلاف التنوع لا التضاد، يرفع المصلي يديه في أربعة مواضع في: تكبيرة الإحرام، وعند الركوع، وعن الرفع منه، وعند القيام من التشهد الأول، ويكون الرفع في هذه المواضع الأربعة، تارة إلى فروع الأذنين، وتارة إلى حذو المنكبين.[6]

## شُرُوطُ صِحَّةِ تَكْبِيرَةِ الإِْحْرَامِ
1. مقارنتها للنية.
2. الإتيان بتكبيرة الإحرام قائماً.
3. النطق بتكبيرة الإحرام.
4. كون تكبيرة الإحرام بالعربية.[7]

## كيفية إدراك تكبيرة الإحرام مع الإمام
حديث الفضل في تكبيرة الإحرام الذي جاء فيه: (من صلى أربعين يوماً لا تفوته تكبيرة الإحرام مع إمامه كتبت له براءتان: براءة من النار، وبراءة من النفاق)حسنّه الألباني، و للعلماء في ذلك عدة أقوال:
1. أن المأموم يدرك فضلها بحضوره تكبيرة إحرام إمامه ، وتكبيره بعده دون تأخير .
2. أنه يدركها ما لم يشرع الإمام في الفاتحة .
3. يدركها إذا أدرك الإمام قبل أن ينتهي من قراءة الفاتحة ، وهو قول وكيع حيث سئل عن حد التكبيرة الأولى ، فقال : " ما لم يختم الإمام بفاتحة الكتاب " .[8]

- ويرجح محمد المختار الشنقيطي القول الثاني فيقول :وأما الضابط في إدراك تكبيرة الإحرام، فالصحيح أن الضابط هو أن يدركها قبل أن يبدأ الإمام بقراءة الفاتحة، فإذا كبّر الإمام وأدركت التكبيرة قبل أن يبدأ الإمام بقراءة الفاتحة فأنت مدرك لفضل هذه التكبيرة.[5]